# Susan Glaspell
Susan Glaspell (1 juli 1876–28 juli 1948) was een Amerikaanse toneelschrijver, romanschrijver, journaliste en actrice. 
Glaspell brak door als schrijver met haar korte verhalen, waarvan er vijftig werden gepubliceerd, voordat ze zich ook toelegde op negen romans, vijftien toneelstukken en een biografie.
In 1913 trouwde Glaspell met George Cram Cook, met wie ze de Provincetown Players oprichtte, de eerste moderne Amerikaanse theatergroep. Haar toneelstuk Trifles uit 1916 wordt beschouwd als een vroeg feministisch werk.
Na Cook's overlijden in 1924 keerde Glaspell terug naar Cape Cod en schreef ze enkele bestsellers, waaronder Brook Evans (1928) en Ambrose Holt and Family (1931). Ze won de Pulitzer Prize voor Drama in 1931 voor haar toneelstuk Alison's House.
Tijdens de Grote Depressie werkte Glaspell voor de Works Progress Administration in Chicago. Haar latere romans richtten zich op de Midwest, familieleven en theologische vraagstukken. Ze overleed in 1948 aan een longontsteking.
Hoewel Glaspell in haar tijd hoog aangeschreven stond en bekend stond als een Pulitzer Prize-winnende toneelschrijver, kende haar werk na de Tweede Wereldoorlog een neergang in populariteit. In de late jaren zeventig herwaardeerden feministische critici haar werk, wat leidde tot een hernieuwde belangstelling. Tegenwoordig wordt ze erkend als een pionier op het gebied van feministisch schrijven en een van de eerste belangrijke vrouwelijke toneelschrijvers in Amerika.